# هانا اوبرگ
هانا اوبرگ (سوئدی: Hanna Öberg؛ زادهٔ ۲ نوامبر ۱۹۹۵) ورزشکار دوگانه اهل سوئد است.